# Kajszar Kizilorda FK
A Kajszar Kizilorda (kazak betűkkel Қайсар Қызылорда Футбол Клубы) kazak labdarúgócsapat, székhelye Kizilorda városában található. Jelenleg a kazak másodosztályban szerepel, hazai mérkőzéseit a Ganyi Muratbajev Stadionban játssza.

## Névváltozások
- 1968–1969: Volna
- 1969–1974: Avtomobiliszt
- 1974–1979: Orbita
- 1979–1990: Meliorator
- 1990–1996: Kajszar
- 1996–1997: Kajszar-Munaj
- 1997–2001: Kajszar-Hurricane

2001 óta jelenlegi nevén szerepel.

## Története
A csapatot 1968-ban Volna néven alapították, majd Avtomobilisztre keresztelték át. Az évek során több névmódosításon átesett, azonban 1991-ig a szovjet bajnokság harmad-, illetve negyedosztályában szerepelt, 1991-ben a harmadosztály 8. zónájában a 4. helyen zárt. Melioator néven az 1988–89-es szovjet kupában a legjobb 32 közé jutott, ahol a Metalliszt Harkov állította meg.
1992 óta két kisebb megszakítással vett részt a kazak élvonal küzdelmeiben. 1993-ban kiesett, majd két szezont követően visszajutott. A kanadai gázkitermelő cég, a Hurricane Hydrocarbons Ltd. stabil pénzügyi helyzetet teremtett az 1990-es évek második felében, így rendre az élmezőnyben foglalt helyet, 1998-ban 4. hely mellé az kazakkupa-győzelmet is bezsebelte. 2001-ben újra Kajszar név alatt, fő támogató nélkül rendre a tabella második felében végzett, majd 2004-ben újból búcsút intett a legjobbaknak. A távozás ismét rövid volt, de az élvonalbeli tagság megőrzése nehezen sikerült, a 15., utolsó előtti helyen zárt.
A 2008-as szezonban nyoma sem volt az előző idény nehézségeinek, a Kajszar mindvégig a dobogós helyeket ostromolta, majd végül a 4. helyen végzett. A kizilordai szurkolók legnagyobb döbbenetére a semmiből talpra állított gárda újabb mélypontja következett a 2009-es szezonban, ami utolsó előtti, kiesést érő helyet jelentett.

## Sikerei
Kazahsztán
- Kazak kupa (Kazaksztan Kubogi)
  - Győztes (2 alkalommal): 1999, 2019
  - Ezüstérmes (1 alkalommal): 1998